# 东阳市
东阳市位于中华人民共和国浙江省中部、浙东丘陵的边缘地带，是金华市代管的一个县级市，以东阳木雕和发达的建筑业而闻名。其境内的横店镇是全世界最大的影视基地，被誉为东方好莱坞。市人民政府駐江北街道江滨北街18号。区域总面积为1,746.81 平方公里。

## 自然条件

### 气候条件
东阳属亚热带季风气候，温和湿润，四季分明。年均气温17℃，降水量1351毫米。

### 地理概况
东阳地处浙东丘陵向浙西金衢盆地的过渡地带，地形以山地丘陵为主。东白山为其境内最高峰，高1194.7米。

## 历史沿革
汉献帝兴平二年（195年），建吴宁县，取“吴地安宁”之意，属会稽郡。三国吴改吴宁县，属吴扬州会稽郡。唐朝垂拱二年（688年），析义乌（原乌伤县）东冲要地及吴宁县故地，袭旧郡名，建东阳县，以地处谷水以东、会稽山之阳而得名，属婺州，时有“婺之望县”的美誉。明清时属金华府管辖，1988年5月25日，东阳撤县设市。

## 行政区划
东阳市下辖6个街道办事处、11个镇、1个乡：
吴宁街道、南市街道、白云街道、江北街道、城东街道、六石街道、歌山镇、巍山镇、虎鹿镇、佐村镇、东阳江镇、湖溪镇、横店镇、马宅镇、千祥镇、南马镇、画水镇和三单乡。

## 人口
2022年初户籍人口85.11万人，其中：男性人口42.91万人，女性人口42.20万人，分别占总人口的50.4%和49.6%。全市年内出生人口5736人，出生率为6.74‰；死亡人口5629人，死亡率为6.61‰；净增人口107人，人口自然增长率为0.13‰。
根据第七次全国人口普查数据，截至2020年11月1日零时，东阳市常住人口为1087950人。

## 交通

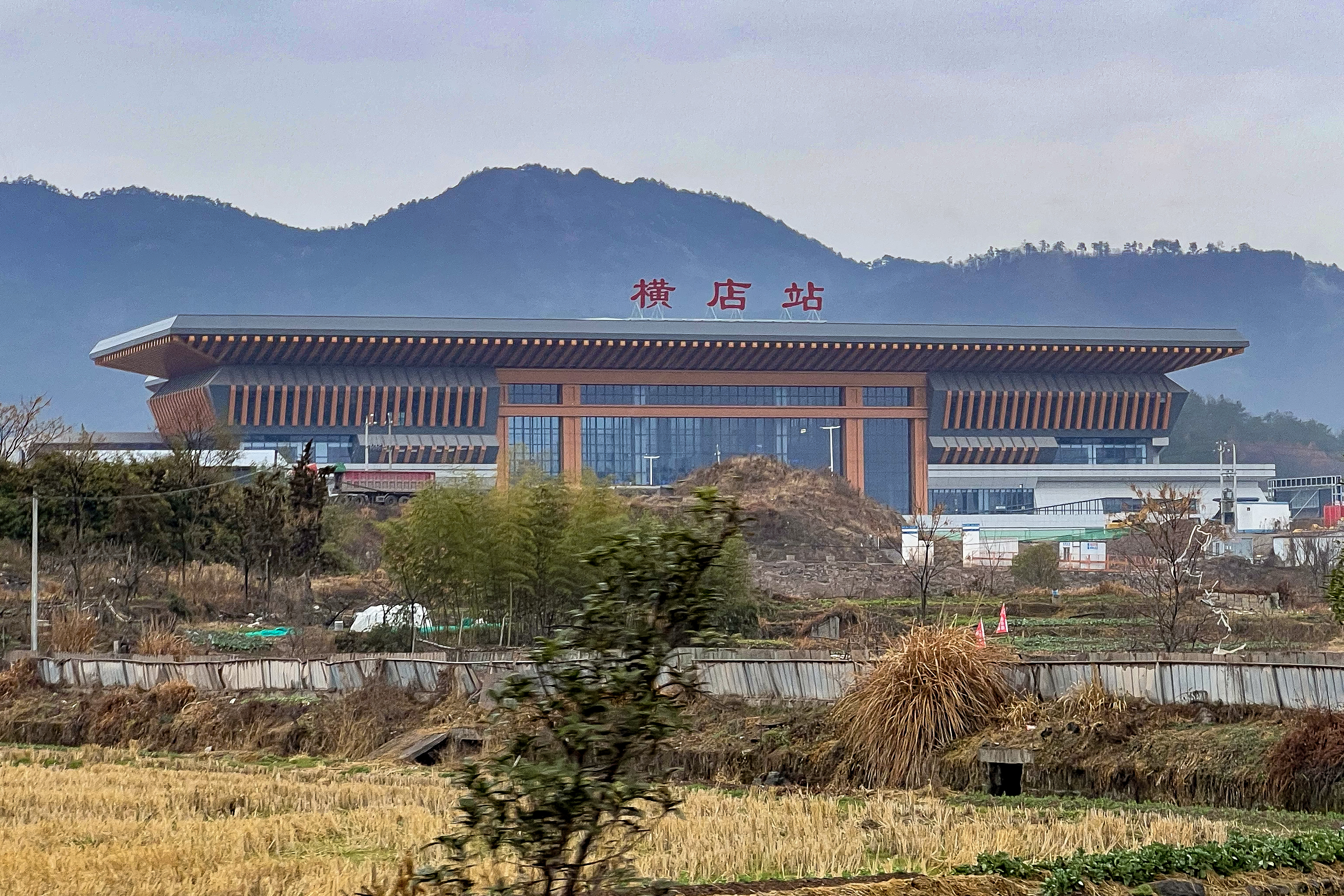
杭温高铁横店站

- 杭温高速铁路设横店站，甬金铁路设东阳北站。
- 351国道过境。

## 特产
农业主产水稻、小麦、油菜和中药材，特产生猪，是金华火腿的主产地之一。素由“金华火腿出东阳，东阳火腿出上蒋”的美誉。工业有磁性材料、医药、纺织等，多次位列全国综合实力百强县。
東陽粉乾是東陽比較有特色的食物，據傳明代開始就有東陽粉乾的製作。除此以外，童子尿煮雞蛋亦於2008年入選東陽市非物質文化遺產，東陽市民認為吃童子蛋已成當地習俗，因為小便的沉澱物在一段時間後，會形成結晶，這種結晶就是一種叫「人中白」的中藥，可以滋陰降火、止血治淤。
盛产东阳木雕、竹编等工艺美术品。其中东阳木雕为全国四大木雕之首，始于秦汉，盛于明清，北京故宫、人民大会堂等都留有东阳艺人精美绝伦的雕刻。东阳竹编宋代就闻名暇迩，代有佳作，“九龙壁”被列为国家工艺美术珍品，历史悠久、制作精美、素享盛名。东阳风景秀丽，有歌山画水的美誉。建筑业和建材业发达，有“百工之乡”和“建筑之乡”的美称，古代东阳的建筑风格独特，并融入众多木雕元素，溶实用性与观赏性于一体。
自从在此发现新的恐龙物种，与龙蛋共存一地的罕见现象后，还被誉为“恐龙之乡”。

## 旅游

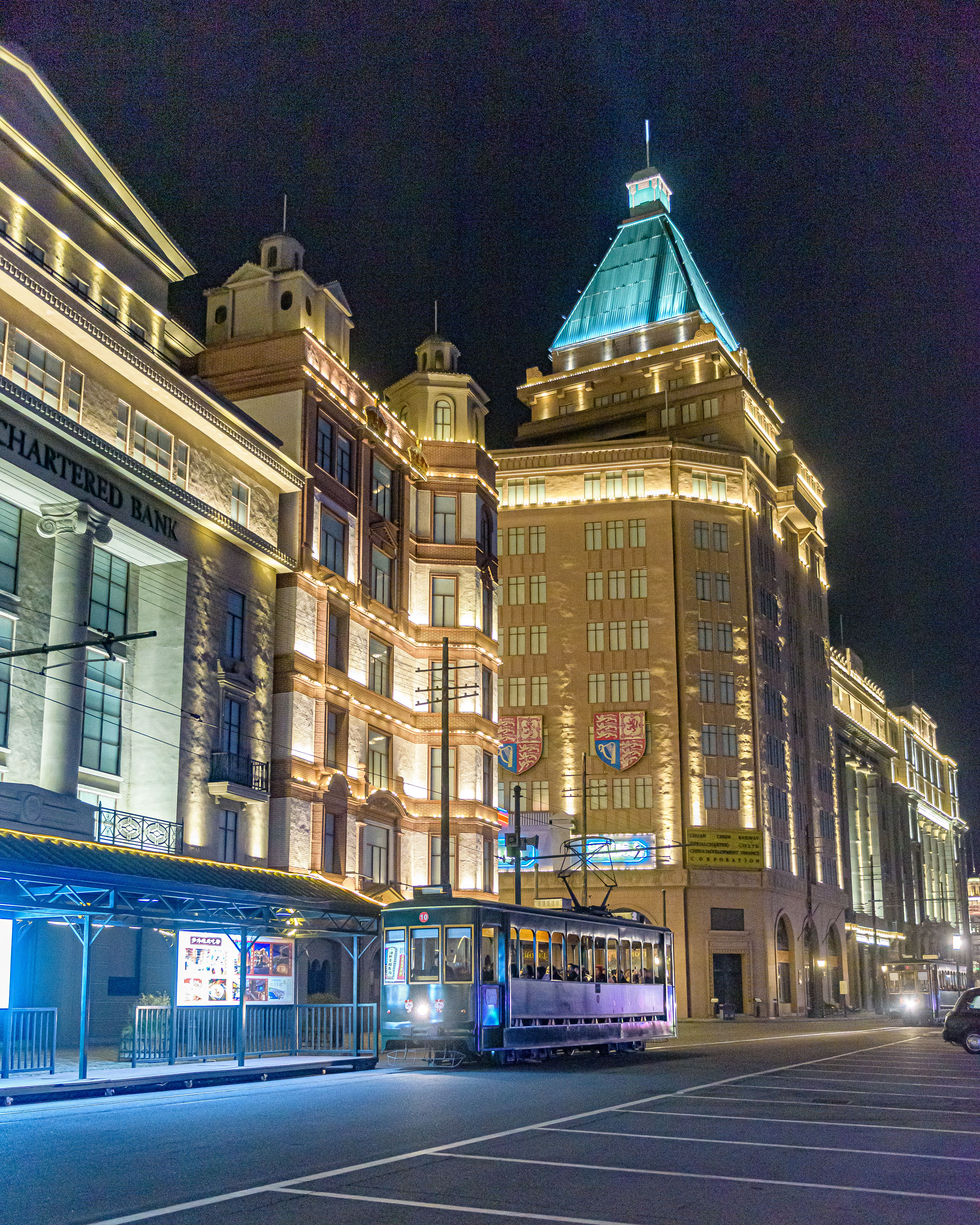
横店影视城梦外滩景区

东阳是浙江省的省级历史文化名城，境内有众多景点：
- 国家5A级旅游景区：横店影视城
- 全国重点文物保护单位：东阳卢宅、东阳土墩墓群
- 浙江省文物保护单位：歌山窑址、葛府窑址、紫薇山民居、马上桥花厅、福舆堂、务本堂、李宅村古建筑群

南部的横店影视城近年来兴建了不少仿造建筑群，已成为一处新兴的影视拍摄基地和旅游景点。

## 姐妹城市
- 印第安纳州，科科莫[4]